# Ermida de São João (Faial)

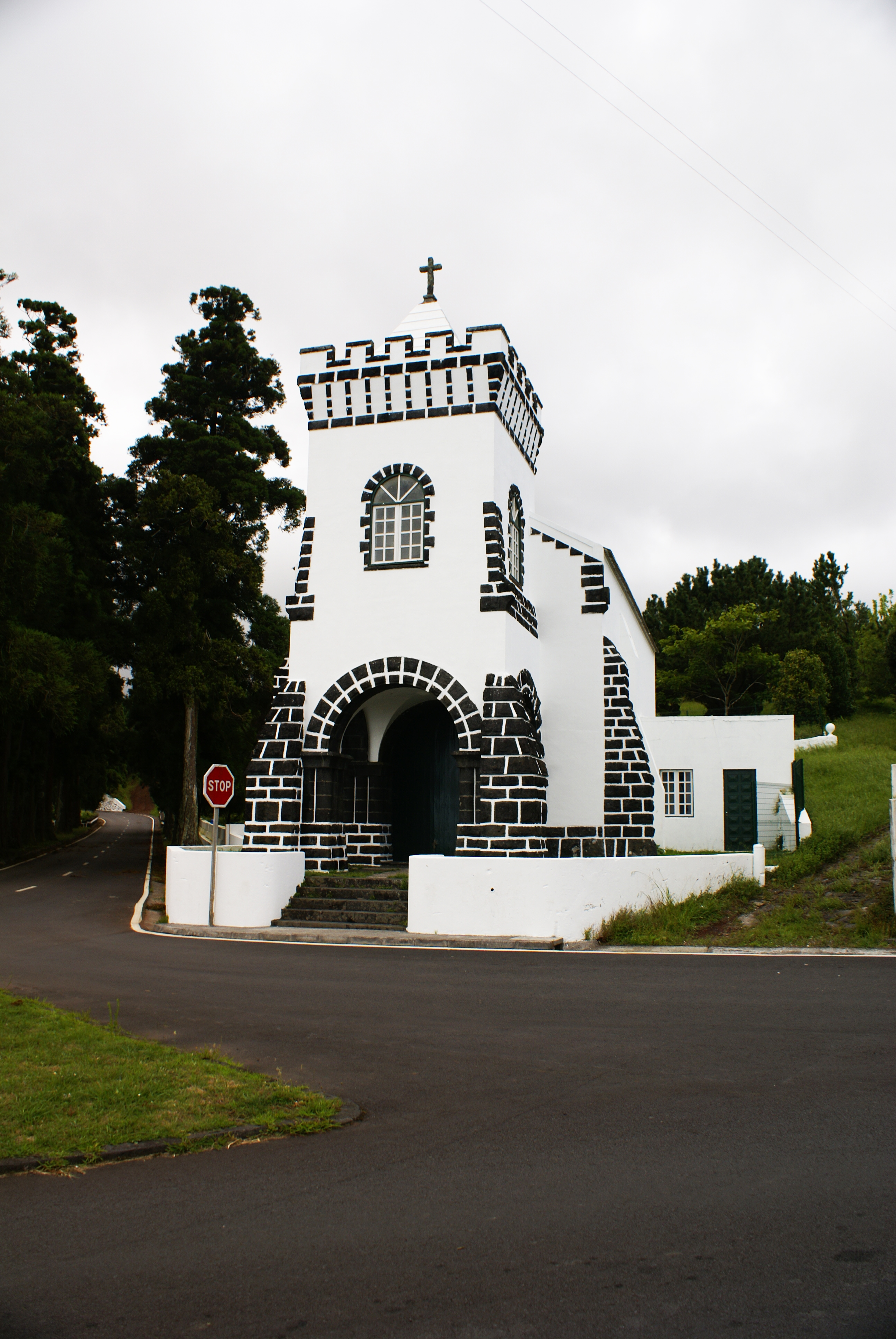
Ermida de São João, Horta.

A Ermida de São João localiza-se na freguesia dos Flamengos, no concelho da Horta, na ilha do Faial, nos Açores.

## História
Desde há muito o povo da ilha tem a tradição de festejar São João em romaria à Caldeira. desse modo, desde cedo nasceu a ideia de se construir um templo sob a invocação do santo, nas imediações da mesma.
Possuindo o Sr. Manuel da Silveira Brum, uma casa de veraneio nessa área, que depois passou a residência permanente, a construção do templo deveu-se não apenas ao entusiasmo desse proprietário como ao empenho do padre João Goulart Cardoso, vigário de Flamengos.
A obra foi lançada e a responsabilidade da mesma recaiu quase toda sobre aquele proprietário. Enquanto isso organizou-se uma comissão para angariar recursos. No dia 24 de junho de 1921 foi lançada a primeira pedra, ato esse presidido por aquele sacerdote, em representação do governador da diocese de Angra.
As obras transcorreram morosas. Em 1925 encontravam-se paradas, tendo recomeçado depois graças a um óbolo de José Rodrigues de Amaral, oferecido antes de morrer.
Em 1944 estava concluída, sendo benzida no dia de São João pelo padre António S. de Medeiros, delegado do ouvidor da Horta, celebrando a primeira missa o referido padre Goulart Cardoso.